# Den syndige Storstad
Den syndige Storstad (originaltitel Sündenbabel) er en tysk stumfilm fra 1925 instrueret af Constantin J. David.

## Medvirkende
- Reinhold Schünzel som Emil Stiebel
- Jack Trevor som Hellmuth Roeder
- Maly Delschaft som Loni
- Hans Brausewetter som Hans Lengefeld
- Arnold Korff som  John Benningsen
- Barbara von Annenkoff som Marion
- Anna Müller-Lincke som Tietze
- Renate Brausewetter som Erna Tietze
- Kurt Vespermann som Gustav